# Fédération de Russie de football
La Fédération de Russie de football (en russe : Российский Футбольный Союз, souvent abrégé RFS) est l'organisme officiel de gestion du football professionnel et amateur en Russie. Le siège officiel de l'organisation est situé à Moscou.

## Histoire
La RSF (fédération russe de football) est fondée le 8 février 1992. Elle est l'héritière de la VFS (Union russe de football, Всероссийского футбольного союза) fondée en 1912 et qui fut affiliée à la FIFA entre 1912 et 1917. Elle est également l'héritière de la Fédération de football d'URSS (Федерации футбола СССР) ou FF SSSR éteinte en décembre 1991. Elle se positionne en effet pour succéder à la FF SSSR, et récupère le 3 juillet 1992 l'affiliation de cette dernière auprès de la FIFA qui reconnait la RFS comme cessionnaire de la FF SSSR. Il en va de même pour l'UEFA qui lui accorde l'héritage de l'affiliation de la fédération soviétique qui était membre de l'union européenne de football depuis sa création en 1954.

## Structure
La RFS est dirigée par un bureau de gouvernance qui contient un président et un directeur général. L'actuel président est Aleksandr Dioukov depuis son élection au mois de février 2019.

## Compétitions
La RFS est chargée de l'organisation des compétitions suivantes :
- Championnat de Russie de football
- Coupe de Russie de football
- Supercoupe de Russie de football

## Responsables des équipes nationales
| Poste                   | Nom                     | Pays        |
| ----------------------- | ----------------------- | ----------- |
| Entraîneur              | Stanislav Tchertchessov | Russie      |
| Assistant               | Miroslav Romaschenko    | Biélorussie |
| Entraîneur des gardiens | Gintaras Staučė         | Lituanie    |
| Physiothérapeute        | Vladimir Pankov         | Russie      |
| Entraîneur des U21      | Ievgueni Bushmanov      | Russie      |
| Entraîneur des U19      | Mikhail Galaktionov     | Russie      |
| Entraîneur des U17      | Dimitri Oulianov        | Russie      |